# Препотто
Препотто (итал. Prepotto) —  коммуна в Италии, располагается в регионе Фриули-Венеция-Джулия, в провинции Удине.
Население составляет 851 человек (2008 г.), плотность населения составляет 27 чел./км². Занимает площадь 33 км². Почтовый индекс — 33040. Телефонный код — 0432.
Покровителем коммуны почитается святой Иоанн Креститель, празднование 24 июня.

## Демография
Динамика населения:

## Администрация коммуны
- Официальный сайт: http://www.comune.prepotto.ud.it/ Архивная копия от 2 мая 2010 на Wayback Machine